# Jô Moraes
Maria do Socorro Jô Moraes (Cabedelo, 9 de agosto de 1946) é uma política brasileira filiada ao PCdoB. Cumpriu seu terceiro mandato como Deputada Federal pelo estado de Minas Gerais na legislatura 2015/2018. 
Em 2018, foi candidata a vice-governadora de Minas Gerais como companheira de chapa do então governador Fernando Pimentel.

## Carreira
Iniciou a militância política na década de 1960, no movimento estudantil, quando era estudante secundarista na Paraíba. Mais tarde, foi diretora da União Estadual dos Estudantes e presidente do Diretório Acadêmico da Faculdade de Serviço Social.
Foi presa duas vezes durante o regime militar, em 1968 e 1969.
Em 1972, mudou-se para Belo Horizonte, onde se filiou ao então clandestino Partido Comunista do Brasil (PCdoB).
Elegeu-se vereadora em 1996 pelo PCdoB. Permaneceu no cargo até 2002, quando foi eleita deputada estadual. Nas eleições de 2006, conquistou uma vaga na Câmara dos Deputados, recebendo 111.300 votos.
Candidatou-se a prefeita de Belo Horizonte em 2008, terminando a disputa em terceiro lugar, com 8% dos votos válidos, atrás de Márcio Lacerda (PSB) e Leonardo Quintão (PMDB).
Reelegeu-se deputada federal em 2010. Chegou a anunciar que disputaria novamente a prefeitura em 2012, mas retirou a candidatura para apoiar a reeleição de Lacerda.
Na eleição de 2016, foi candidata a vice-prefeita de Belo Horizonte pela coligação BH do século XXI, formada pelo Partido dos Trabalhadores e pelo PCdoB, tendo o deputado Reginaldo Lopes como cabeça de chapa. A dupla alcançou 86.234 votos no primeiro turno (7,27% do total de votos válidos), terminando a disputa na quarta colocação 
Em 2018 desistiu de sua candidatura ao senado para entrar como vice na chapa de Fernando Pimentel (PT), o qual disputaria reeleição. A chapa terminou em terceira colocação, ficando atrás de Antônio Anastasia (PSDB) e Romeu Zema (NOVO) 
. 